# Chess Magazine
Le CHESS Magazine également appelé CHESS et anciennement CHESS Monthly, est un magazine d'échecs publié mensuellement au Royaume-Uni par Chess and Bridge Limited. CHESS Magazine  a été fondé en 1935 à Sutton Coldfield par Baruch Harold Wood, qui l'a édité jusqu'en 1988. À cette date, le magazine est repris par Pergamon Press de Robert Maxwell qui en profite pour changer son nom en Pergamon Chess. Le magazine change encore de nom pour devenir Macmillan Chess en 1989 et Maxwell Macmillan Chess Monthly en 1991. 
Le rédacteur en chef actuel, Malcolm Pein, a racheté Chess and Bridge à Robert Maxwell. Son numéro de classification est ISSN 0964-6221.

## Équipe de rédaction
- Richard Palliser (MI et rédacteur)
- Byron Jacobs (rédacteur)
- John Saunders (rédacteur associé)
- Malcolm Pein (MI et rédacteur en chef)
- Les contributeurs incluent le grand maître (GMI) Jon Speelman, les directeurs généraux Michael Adams, Jacob Aagaard, Daniel King et John Emms, les maîtres internationaux Andrew Greet et Yochanan Afek, et Peter Lalic et Janis Nisii.
- Jimmy Adams a été pendant 20 ans rédacteur en chef, contributeur et relecteur.